# 들개 (1971년 영화)
들개는 1971년 공개된 대한민국의 영화이다.

## 배역
- 정훈희
- 신성일
- 이낙훈
- 김희갑
- 황정순